# Querer es poder
Querer es poder es el segundo álbum de estudio de la orquesta de salsa colombiana Niche, publicado el 17 de marzo de 1981 por la compañía discográfica Internacional Records, subdivisión de Codiscos. El álbum incluye la canción "Buenaventura y Caney", primer éxito masivo de la agrupación.

## Grabación y composición
Después de la poca acogida del primer disco, Daro ya no quería contar con la participación de Niche. Por lo que Codiscos apuesta por la orquesta. Como dato curioso, la discográfica considera este disco como la primera producción de Niche. 

### Buenaventura y Caney
Primer gran éxito del grupo, escrito por Jairo Varela y arreglos de Alexis Lozano. Inicia con una introducción en tono grandioso, la letra está dedicada a Buenaventura, ciudad que acogió al grupo después del fracaso de su primer disco.

## Carátula y título
El nombre del álbum hace alusión a la perseverancia de Jairo Varela y Alexis Lozano, para continuar con Niche al lado de Codiscos.

## Lista de canciones
Todas las letras escritas por Jairo Varela, toda la música compuesta por Jairo Varela y Alexis lozano. 
| Lado A |                                               |                     |          |  |
| N.º    | Título                                        | Intérprete(s)       | Duración |  |
| 1.     | «Homenaje de corazón»                         | Tuto Jiménez        | 6:37     |  |
| 2.     | «Mi mamá me ha dicho» (del folclore chocoano) | Cocó Lozano         | 5:09     |  |
| 3.     | «Buenaventura y caney»                        | Álvaro del Castillo | 6:16     |  |
| 4.     | «Digo yo»                                     | Tuto Jiménez        | 5:38     |  |

| Lado B |                       |                     |          |  |
| N.º    | Título                | Intérprete(s)       | Duración |  |
| 1.     | «Enamorado de ti»     | Álvaro del Castillo | 5:32     |  |
| 2.     | «Consejo de madre»    | Tuto Jiménez        | 5:34     |  |
| 3.     | «Nicolasa Santos»     | Cocó Lozano         | 5:51     |  |
| 4.     | «Corazón sin corazón» | Tuto Jiménez        | 6:24     |  |

## Créditos

### Músicos
- Bajo: Francisco García
- Cantantes: Omer "Tuto" Jiménez, Álvaro del Castillo, Edgar "Eddy" Espinosa, Floriza Lozano "La Cocó Lozano"
- Coros: Jairo Varela, Omer "Tuto" Jiménez, Álvaro del Castillo, Edgar "Eddy" Espinosa, Francisco García, Floriza Lozano "Cocó Lozano"
- Congas: Fabio Espinosa Jr., Alexis Lozano
- Flauta: Alí "Tarry" Garcés
- Maracas: Jairo Varela
- Piano: Nicolás "Macabí" Cristancho
- Saxo tenor: Ali "Tarry" Garcés, Edgar "Eddy" Espinosa
- Trombón: Alexis Lozano
- Trompeta 1: Fabio Espinosa
- Trompeta 2: Fabio Espinosa Jr.

### Producción
- Arreglos y dirección musical en estudio: Alexis Lozano, Jairo Varela[2]